# Mustla (Laimjala)
Mustla – wieś w Estonii, w prowincji Sarema, w gminie Laimjala.